# Алтавила Ирпина
Алтавила Ирпина (итал. Altavilla Irpina) је насеље у Италији у округу Авелино, региону Кампанија.
Према процени из 2011. у насељу је живело 3302 становника. Насеље се налази на надморској висини од 354 м.

## Становништво
Према резултатима пописа становништва 2011. у општини је живело 4.280 становника.
| 1931. | 1936. | 1951. | 1961. | 1971. | 1981. | 1991. | 2001. | 2011. |
| ----- | ----- | ----- | ----- | ----- | ----- | ----- | ----- | ----- |
| 6.756 | 6.815 | 7.728 | 6.668 | 5.735 | 5.513 | 5.163 | 4.143 | 4.280 |